# سونخيس الصاوى
سونخيس سايس أو الصاوى كان كاهنًا مصريًا، ذُكر فى الكتابات اليونانية لروايته قصة أطلانطس.
مكانته كشخصية تاريخية موضع جدل.
يروى الحواران الأفلاطونيان طيماوس وكريتياس، المكتوبان حوالى عام 360 قبل الميلاد، (على لسان كريتياس) كيف سافر رجل الدولة الأثينى سولون (638-558 قبل الميلاد) إلى مصر، والتقى في مدينة سايس بكهنة الإلهة نيث. أخبره كاهنٌ مُسنٌّ جدًا أنه قبل 9000 عام، كانت أثينا في صراع مع أطلانطس العظيمة، التى دُمِّرت آنذاك في كارثة.
لا يذكر حوار أفلاطون اسم الكاهن، لكن بلوتارخ (46-120 م)، في كتابه حياة سولون، حدد الكاهن المسن باسم سونخيس:
يقدم بلوتارخ وصفًا أكثر تفصيلًا للفلاسفة اليونانيين الذين زاروا مصر وتلقوا نصائح من الكهنة المصريين في كتابه عن إيزيس وأوزوريس. وهكذا، سافر كل من طاليس الملطى، وإيودوكسوس الكنيدوسى وسولون وفيثاغورس (ويقول البعض ليكورجوس الإسبرطي أيضًا) وأفلاطون إلى مصر وتحدثوا مع الكهنة. وتلقى إيودوكسوس تعليمه من خونوفيوس المنفى، وتلقى سولون تعليمه من سونخيس السايسى، وتلقى فيثاغورس تعليمه من أوينوفيس الهليوبوليسى.